# Parlagon
A Parlagon (eredeti cím: The Outrun) 2024-ben bemutatott német–brit filmdráma, amelyet Nora Fingscheidt rendezett Amy Liptrot The Outrun című 2016-os memoárja alapján. A főbb szerepekben Saoirse Ronan, Paapa Essiedu, Nabil Elouahabi, Izuka Hoyle, Lauren Lyle, Saskia Reeves és Stephen Dillane látható.
Világpremierje 2024. január 19-én volt a Sundance Filmfesztiválon. Az Egyesült Királyságban 2024. szeptember 27-én, Németországban december 5-én mutatták be a StudioCanal forgalmazásában. Magyarországon az HBO Max mutatta be 2025. július 11-én.

## Cselekmény
Miután egy fiatal lány, Rona nemrég került ki alkoholizmusa miatt az elvonóról, hazatér a skóciai Orkney-szigetekre, ahol az eredetileg Angliából származó szülei külön élnek. Felváltva náluk lakik, segít apjának a farmján, és találkozik anyja vallásos barátaival.
Visszatekintésekben látható Rona korábbi élete, amikor biológia szakos egyetemistaként Londonban élt, a szabadságot a szórakozóhelyeken találta meg, és találkozott egy komoly fiúval, Dayninnel. Rona ivása azonban alkoholizmusba fordult, ami problémákat idézett elő a párkapcsolatában, és akaratlanul is sérüléseket okozott. Végül Daynin elhagyta őt. Az egyik éjszaka részegen megtámadják. Nem sokkal később elvonókúrára megy, és elvégzi a 90 napos józansági programot.
Visszatérve az Orkney-szigetekre, Rona nehezen teremt kapcsolatot másokkal. Elhatározza, visszatér Londonba, de a kompon nyomasztó késztetést érez arra, hogy igyon, ezért elveti a távozási tervét.  Munkát vállal a Királyi Madárvédelmi Társaságnál (RSPB), amelynek keretében szisztematikusan kutatja a ma már ritka Harist. Meghatározott órákban hallgatja a jellegzetes, békaszerű hangját. Rona apja bipoláris zavarban szenved, és amikor Rona depressziós és nem reagáló állapotban találkozik vele, belekóstol az otthagyott borospohárába, ami rövid visszaeséshez vezet.
Nem sokkal később Rona munkát kap az RSPB-nél a távoli Papa Westray szigeten, ahol egy apró közösség él. Egyedül élve kapcsolatba kerül a többi szigetlakóval, köztük egy alkoholista társával, aki az élelmiszerboltot vezeti. A Papa Westray-n töltött szeles tél során érdeklődik a hínárbiológia iránt, és egyre egészségesebbé válik. Amikor tavasszal indulni készül, először hallja meg a Haris hangját, és örömében felnevet.

## Szereplők
| Szerep | Színész                    | Magyar hang    |
| ------ | -------------------------- | -------------- |
| Rona   | Saoirse Ronan              | Csuha Borbála  |
| Annie  | Saskia Reeves              | Bertalan Ágnes |
| Annie  | Louise McMenemy (fiatalon) |                |
| Andrew | Stephen Dillane            |                |
| Andrew | Scott Miller (fiatalon)    |                |
| Julie  | Lauren Lyle                |                |
| Daynin | Paapa Essiedu              | Hám Bertalan   |
| Gloria | Izuka Hoyle                |                |
| Evie   | Eilidh Fisher              |                |
| Amanda | Naomi Wirthner             |                |
| Pascal | Danyal Ismail              |                |
| Rita   | Posy Sterling              |                |
| Samir  | Nabil Elouahabi            |                |
| Lukas  | Jack Rooke                 |                |
| James  | Seamus Dillane             |                |
| Jack   | Conrad Williamson          |                |
| Gary   | Tony Hamilton              |                |
| Aahil  | Ammar Younis               |                |

### Magyar változat
- Magyar szöveg: Szép Erzsébet
- Hangmérnök: Levacsics Péter
- Vágó: Baltazár Boldizsár
- Gyártásvezető: Rába Ildikó
- Szinkronrendező: Turóczi Izabella
- Produkciós vezető: Németh Napsugár

A szinkront az Iyuno Hungary készítette el.

## A film készítése

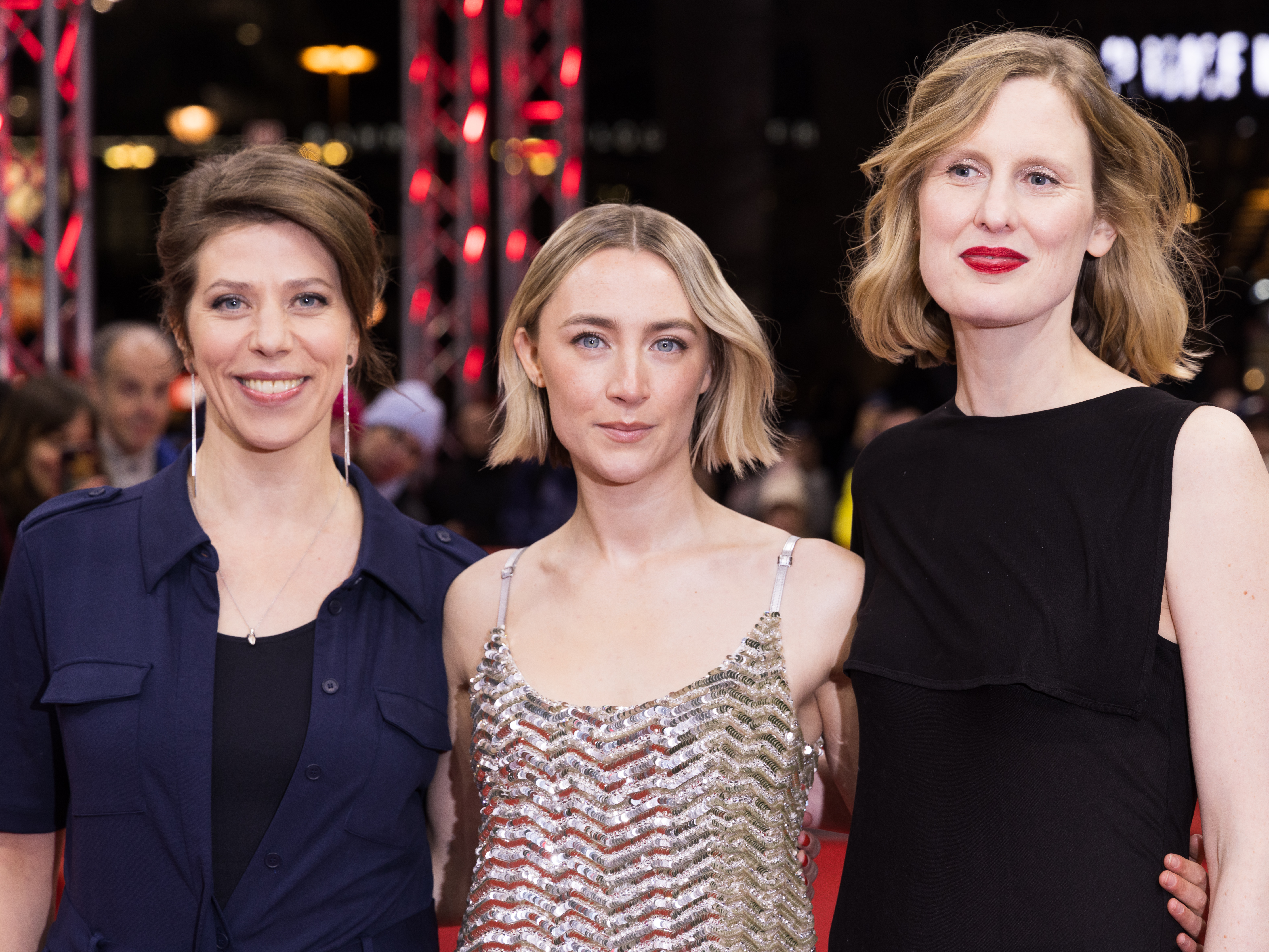
Nora Fingscheidt, Saoirse Ronan és Amy Liptrot a film berlini bemutatóján 2024 februárjában

2022 januárjában bejelentették, hogy Nora Fingscheidt rendezi Amy Liptrot The Outrun című memoárjának filmadaptációját, amelynek Saoirse Ronan lesz a főszereplője és producere, a forgatókönyvet pedig Fingscheidt és Liptrot írják. A forgatás 2022 augusztusában kezdődött az Orkney-szigeteken. Ronan férje, a szintén színész Jack Lowden volt a film egyik producere. Egy The Timesnak adott interjúban Ronan elárulta, Lowdennek köszönhetően kapta meg a szerepet.

## Bemutató
A filmet a StudioCanal forgalmazza az Egyesült Királyságban, Franciaországban, Németországban és Ausztriában. Egyesült Királyságban 2024. szeptember 27-én, Németországban december 5-én mutatták be a mozikban. A Protagonist Pictures felügyeli a film világszintű értékesítését, az észak-amerikai jogokat pedig a CAA Media Finance kezeli. Svájcban a Filmcoopi és a Cineworx, a Benelux államokban a Cinéart, Észak-Amerika kivételével az összes többi nemzetközi területen pedig a Stage 6 Films forgalmazta. 2024. július 12-én jelentették be, hogy a Stage 6 a testvércéggel, a Sony Pictures Classics-szal együttműködve 2024. október 4-re tűzte ki a film észak-amerikai bemutatóját. 2025 februárjában és márciusában jelent meg a Netflixen az Egyesült Királyságban és az Amerikai Egyesült Államokban.
A filmet 2024. január 19-én mutatták be a Sundance Filmfesztiválon. A 74. Berlini Nemzetközi Filmfesztivál Panorama szekciójában, a 77. Edinburgh-i Nemzetközi Filmfesztiválon és a 2024 Cinéfest Sudbury Nemzetközi Filmfesztiválon is levetítették.